# Cressac-Saint-Genis

Cressac-Saint-Genis este o comună în departamentul Charente, Franța. În 1 ianuarie 2018 avea o populație de 157 de locuitori.